# Opowieści przy ogniu
Opowieści przy ogniu (Round the Fire Stories) – tom zawierający 17 opowiadań napisanych przez Arthura Conana Doyle’a, opublikowany po raz pierwszy w 1908 roku przez Smith, Elder & Co. (Wielka Brytania) i w tym samym roku przez McClure (USA). Jak napisał Conan Doyle w swojej przedmowie, tom ten zawiera historie związane z groteską i grozą, choć pełno także historii przygodowych i kryminalnych. Ryciny do zbioru wykonali: Sidney Paget (autor wielu rycin do opowiadań o Sherlocku Holmesie), Jean André Castaigne, Archibald Standish Hartrick, Frank Craig, Richard Caton Woodville Jr, Joseph Finnemore, Max Cowper oraz Claude A. Shepperson.
Pierwsze wydanie w języku polskim ukazało się w 2023 r. nakładem Wydawnictwa CM.

## Lista opowiadań
- Skórzany lejek (The Leather Funnel)
- Łowca chrząszczy (The Beetle Hunter)
- Człowiek z zegarkami (The Man with Watches)
- Garnek kawioru (The Pot of Caviare)
- Pudełko z dżapanu (The Japanned Box)
- Czarny doktor (The Black Doctor)
- Igrając z ogniem (Playing with Fire)
- Napierśnik Żyda (The Jew's Breastplate)
- Zaginiony pociąg specjalny (The Lost Special)
- Sklepikarz ze zdeformowaną nogą (The Club-Footed Grocer)
- Zapieczętowany pokój (The Sealed Room)
- Brazylijski kot (The Brazilian Cat)
- Nauczyciel szkoły Lea House (The Usher of Lea House)
- Brązowa ręka (The Brown Hand)
- Diabeł z bednarki (The Fiend of the Cooperage)
- Podróż Jellanda (Jelland's Voyage)
- B. 24